# Zita de Bourbon-Parme
Pour les autres membres de la famille, voir Maison de Bourbon-Parme.
Titres
Impératrice consort d'Autriche
Reine consort de Hongrie, de Bohême, de Croatie et de Slavonie
22 novembre 1916 – 12 novembre 1918
(1 an, 11 mois et 21 jours)
12e grande maîtresse de la Croix étoilée
1918 – 10 mai 1951
Reine consort de Hongrie
(titulaire)
1er mars 1920 – 7 novembre 1921
(1 an, 8 mois et 6 jours)
Signature
Zita de Bourbon-Parme (en italien : Zita di Borbone-Parma, en allemand : Zita von Bourbon-Parma, en hongrois : Zita Bourbon–Parmai et en croate : Zita od Bourbon-Parme), princesse de Parme puis, par son mariage, impératrice d’Autriche et reine de Hongrie, est née le 9 mai 1892 à Camaiore, en Italie, et morte le 14 mars 1989 à Zizers, en Suisse. Épouse de l’empereur Charles Ier, elle est la dernière impératrice d’Autriche, reine de Hongrie et reine de Bohême. L'Église catholique la considère comme servante de Dieu.
Dix-septième enfant du duc Robert Ier de Parme, destitué du duché de Parme et Plaisance après l’annexion de ce dernier par le royaume de Piémont-Sardaigne, et de l'infante Maria Antónia de Portugal, sa deuxième femme, Zita se marie avec l’archiduc Charles d’Autriche en 1911. Celui-ci devient l’héritier direct de l’empereur François-Joseph d’Autriche en 1914, après l’assassinat de son oncle l’archiduc François-Ferdinand d’Autriche. Charles accède ensuite au trône en 1916, après la mort de l'empereur.
Après la Première Guerre mondiale, en 1918, les Habsbourg sont déposés tandis que l’Autriche-Hongrie est divisé en plusieurs États indépendants : l’Autriche, la Tchécoslovaquie, la Hongrie et l’État des Slovènes, Croates et Serbes principalement. Charles et Zita sont alors forcés de s’exiler en Suisse puis à Madère, où Charles meurt en 1922. Pendant son veuvage et alors qu’elle n’a que 29 ans, Zita et son fils Otto deviennent des symboles d’unité pour la dynastie exilée. Fervente catholique, Zita reste fidèle à la mémoire de son mari et élève ses huit enfants dans les traditions des Habsbourg. Son procès de béatification, ouvert le 10 décembre 2009, est en cours.

## Jeunesse

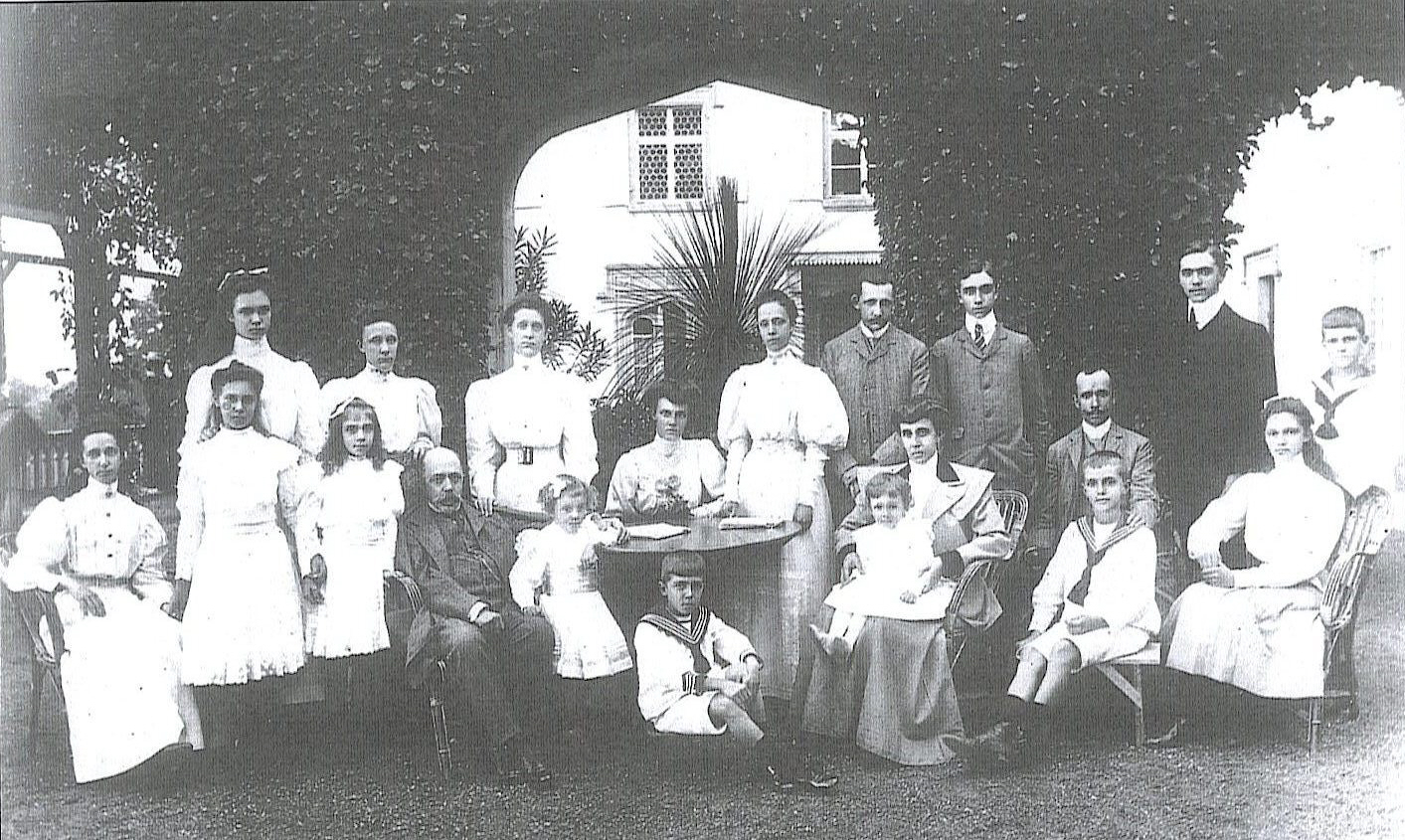
La famille de Robert Ier, duc de Parme. De gauche à droite, au premier rang : Immaculée, Antonia, Isabelle, le duc Robert, Henriette, Louis, Gaëtan, la duchesse Maria Antonia, René, Zita (assise tout à droite). De gauche à droite, au deuxième rang : Françoise, Pia, Louisa, Adélaïde, Thérèse, Joseph, Xavier, Henri, Sixte, Félix. Villa Pianore, 1906.

Zita de Bourbon-Parme est née dans la Villa Pianore, une grande propriété entre Pietrasanta et Viareggio, dans la province italienne de Lucques, le 9 mai 1892. Son prénom est un hommage à sainte Zita de Lucques, servante mais femme de caractère ayant vécu en Toscane au XIIIe siècle.
La princesse est la troisième fille et le cinquième enfant de l'ancien duc souverain de Parme Robert Ier et de sa deuxième femme, Antónia de Bragance, une des filles du roi Michel Ier de Portugal et de son épouse Adélaïde de Löwenstein-Wertheim-Rosenberg. Le père de Zita, ayant ceint la couronne de Parme à l'âge de 6 ans après l'assassinat de son père, régnait sous la tutelle de sa mère Louise d'Artois. Il fut chassé de son trône en 1859 sous la pression des troupes du roi de Sardaigne soutenues par celles de Napoléon III. Les différents souverains de la péninsule italienne furent de même défaits et en 1860 le roi de Sardaigne put être proclamé roi d'Italie ; la défaite des princes catholiques et conservateurs marqua l'aboutissement des idées du Risorgimento.
De son premier mariage avec la princesse Maria Pia de Bourbon-Siciles naquirent douze enfants, dont six sont handicapés mentaux et trois sont morts en bas âge,. La duchesse Maria-Pia mourut en couches et en 1882, le duc épousa en secondes noces l’infante Antonia qui lui donna également douze enfants dont la future impératrice-reine qui était la dix-septième enfant du duc.
L'ancien duc vit avec sa famille à la Villa Pianore et en son château de Schwarzau (de), en Basse-Autriche. C’est principalement dans ces deux résidences que Zita passe ses premières années. La famille passe la majeure partie de l’année en Autriche, et ne descend à Pianore que pour l’hiver. Ils effectuent le voyage dans un train de seize wagons, spécialement aménagé pour accommoder la famille, sa suite et ses biens.
Zita, ses frères et ses sœurs apprennent à parler italien, français, allemand, espagnol, portugais et anglais. L'impératrice se souvient : « Nous avons grandi dans un environnement international. Mon père se considérait d'abord comme un Français et passait quelques semaines chaque année avec les aînés de ses enfants au château de Chambord, sa principale propriété sur la Loire. Je lui demandai un jour comment nous devions nous décrire. Il répondit : « Nous sommes des princes français qui ont régné en Italie ». En fait, des vingt-quatre enfants seuls trois, dont moi, sont nés en Italie. »
À dix ans, Zita est envoyée en pension chez les Sœurs de la Visitation à Zangberg, en Haute-Bavière, chez qui règne un régime strict d'étude et d'instruction religieuse, mais elle est rappelée à la maison à la mort de son père, à l'automne 1907. Sa grand-mère maternelle envoie alors Zita et sa sœur Françoise terminer leur éducation dans un couvent bénédictin de l'île de Wight (où sont réfugiés les moines français de l'abbaye Saint-Pierre de Solesmes chassés par la politique anticléricale du gouvernement français),. Élevés dans la foi catholique, les enfants Parme accomplissent régulièrement de bonnes œuvres pour les démunis. À Schwarzau, la famille transforme du tissu en surplus en vêtements. Zita et Françoise distribuent personnellement nourriture, vêtements et médicaments aux nécessiteux de Pianore. Trois des sœurs de Zita entrent dans les ordres et deviennent bénédictines à l'abbaye Sainte-Cécile de Solesmes. La princesse adolescente envisage elle aussi de suivre ce chemin. Durant toute une période, la santé de Zita décline et elle est envoyée suivre une cure dans un spa européen pendant deux ans.

## Mariage

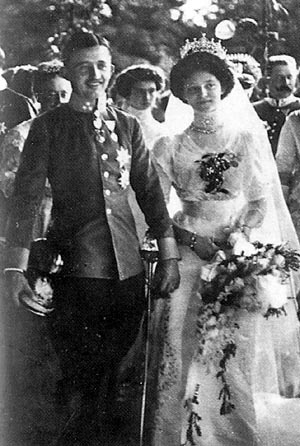
Le mariage de Zita et Charles, 21 octobre 1911.

L'archiduchesse d'Autriche Marie-Thérèse de Bragance, tante maternelle de Zita, est veuve de l'archiduc Charles-Louis dont elle fut la troisième épouse. Elle réside à la Villa Wartholz, non loin du château de Schwarzau. L'empereur François-Joseph éprouve de l'estime pour cette belle-sœur qui a l'âge de ses enfants. L'archiduchesse Marie-Thérèse a cependant soutenu son beau-fils, l'archiduc-héritier François-Ferdinand, qui a contracté en 1900 un mariage morganatique mettant à mal les règles de succession au trône impérial et royal. Elle est aussi la belle-mère de l'archiduc Otto, mort en 1906, et donc belle-grand-mère de l'archiduc Charles, alors deuxième dans l'ordre de succession au trône d'Autriche. Les deux filles de Marie-Thérèse sont les cousines germaines de Zita et les demi-tantes de Charles. Tous deux se rencontrent durant leur enfance, mais leurs études les séparent pendant presque dix ans. En 1909, le régiment de dragons de Charles est stationné en Bohême à Brandeis an der Elbe, d'où il rend visite à sa tante à Franzensbad. C'est au cours d'une de ces visites que Charles et Zita se retrouvent. L'empereur qui a 80 ans, échaudé par le mariage de son héritier et se reprochant secrètement sa faiblesse, presse son héritier en second de se marier avec une femme de son rang. Membre de la Maison de Bourbon, Zita est donc un bon parti pour le futur empereur et roi même si celui-ci ne pense accéder au trône que dans trente ans. Zita se rappellera plus tard : « Nous étions bien sûr heureux de nous revoir et devînmes proches. De mon côté, les sentiments se développèrent graduellement au cours des deux années suivantes. Il semble qu'il s'est décidé beaucoup plus rapidement, cependant, et le fut encore plus quand, à l'automne 1910, la rumeur courut que je m'étais fiancée à un lointain cousin espagnol, Don Jaime, le duc de Madrid. En entendant cela, l'archiduc descendit avec hâte de sa garnison à Brandeis et se rendit auprès de sa grand-mère, l'archiduchesse Marie-Thérèse, qui était aussi ma tante et la confidente naturelle de tels sujets. Il lui demanda si la rumeur était vraie et quand elle lui dit que non, il répondit : « Bien, je ferais mieux de me dépêcher quand même, ou elle se fiancera à quelqu'un d'autre. » »
L'archiduc Charles se rend à la Villa Pianore, demande la main de Zita et les fiançailles religieuses se déroulent le 13 juin 1911 dans la chapelle du château. Zita se souviendra plus tard qu'après ses fiançailles, elle avait exprimé à Charles ses craintes à propos du destin de l'empire d'Autriche et les défis de la monarchie. En raison d'une situation politique compliquée, Zita se rend seule à Rome pour solliciter la bénédiction du pape Pie X, qui la leur accorde. Charles et Zita se marient au château de Schwarzau le 21 octobre 1911 au cours d'une cérémonie célébrée par le cardinal Gaetano Bisleti, majordome du pape. C'est le cousin germain de Zita, Jacques de Bourbon, qui la conduit jusqu'à l'autel ; ayant toujours souhaité épouser la jeune fille, Zita dit en souriant à Jacques : « Tu vois, tu as enfin ce que tu veux ». L'empereur François-Joseph, le grand-oncle de Charles, alors âgé de 81 ans, est présent et de bonne humeur, soulagé de voir un de ses héritiers faire un mariage convenable. Il lance même un toast au petit déjeuner du mariage. L'archiduchesse Zita est rapidement enceinte d'un fils, et l'archiduc Otto naît le 20 novembre 1912, premier d'une fratrie de huit.[réf. nécessaire]

## Épouse de l'héritier du trône d'Autriche
À cette époque, l'archiduc Charles, âgé d'une vingtaine d'années, ne prévoit pas de devenir empereur avant un certain temps, surtout tant que François-Ferdinand reste en bonne santé. Tout change le 28 juin 1914, quand l'héritier du trône et sa femme Sophie, duchesse de Hohenberg sont assassinés à Sarajevo par des nationalistes serbes de Bosnie. Charles et Zita reçoivent la nouvelle par télégramme le jour même. Cette dernière dit de son mari : « Même si c'était une belle journée, je vis son visage pâlir au soleil. »
L'archiduchesse Marie-Thérèse prit soin des trois enfants du couple assassiné qui, issus d'un mariage morganatique, n'étaient pas dynastes.
Dans la guerre qui s'ensuit, Charles est promu général de l'armée autrichienne et prend le commandement du 20e Corps pour une offensive dans le Tyrol tandis que l'archiduchesse, assurant la continuité de la succession, porte à leur terme trois grossesses pendant les quatre années que durent le conflit. La guerre est une période difficile pour la jeune archiduchesse héritière car plusieurs de ses frères se battent des deux côtés dans le conflit : les princes Félix et René ont rejoint l'armée autrichienne, tandis que les princes Sixte et Xavier, qui vivaient en France avant la guerre, se sont engagés dans l'armée belge. De surcroît, son pays natal, l'Italie, rejoint la guerre contre l'Autriche en 1915 et des rumeurs sur « Zita l’italienne » commencent à circuler. À la demande de l'empereur François-Joseph, l'archiduchesse et ses enfants quittent leur résidence de Hetzendorf pour s'installer dans une suite du palais de Schönbrunn. Zita y passe de nombreuses heures avec le vieil empereur de manière formelle ou informelle, et celui-ci lui confie ses craintes pour l'avenir. Elle reçoit aussi pour mission la visite des hôpitaux sur le front roumain.
L'empereur François-Joseph meurt d'une bronchite et d'une pneumonie à l'âge de 86 ans le 21 novembre 1916. Selon la Pragmatica Sanctio, Charles devient alors automatiquement titulaire des titres du défunt. « Je me souviens de la chère silhouette dodue du prince Lobkowitz allant vers mon mari », racontera-t-elle plus tard, « et faisant le signe de la croix sur le front de Charles avec les larmes aux yeux. Ce faisant, il dit : « Que Dieu bénisse Votre Majesté. » C'était la première fois que nous entendions le titre impérial s'adressant à nous. »

## Impératrice et reine

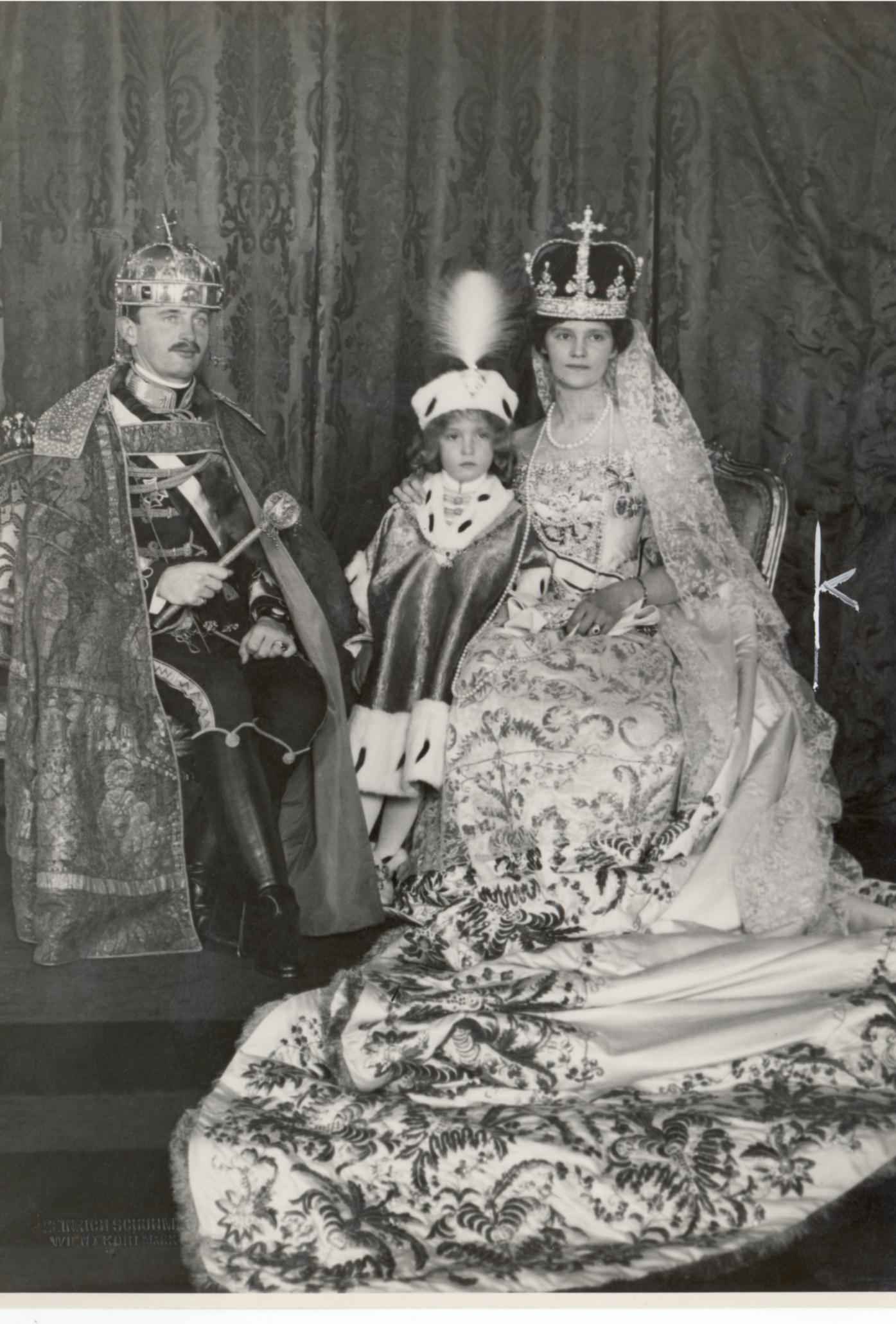
Le roi Charles IV de Hongrie, avec Zita et le dauphin Otto. Portrait de couronnement à Budapest, 1916.

Charles et Zita sont couronnés roi et reine de Hongrie à Budapest le 30 décembre 1916 par le prince-primat cardinal János Czernoch. La cérémonie est suivie d'un banquet, mais les festivités s'arrêtent là, car l'empereur et l'impératrice ne jugent pas qu'il soit bon de les prolonger en temps de guerre. Au début de son règne, Charles est souvent loin de Vienne et il fait donc installer une ligne de téléphone de Baden (où son quartier général est situé) au Hofburg. Il appelle Zita plusieurs fois par jour quand ils sont séparés. Zita a quelque influence sur son mari et assiste discrètement aux audiences avec le Premier ministre ou aux briefings militaires. Elle a tout particulièrement un intérêt pour les politiques sociales. En revanche, les matières militaires sont le domaine exclusif de Charles. Énergique et volontaire, Zita accompagne son mari en province et au front tout en s'occupant d'œuvres charitables et en se rendant au chevet des blessés de guerre.

### L'affaire Sixte
Alors que la guerre tire vers sa quatrième année, l'un des frères de Zita, Sixte, qui sert dans l'armée belge, tient une place importante dans un plan pour que l'Autriche-Hongrie fasse une paix séparée avec la France. Charles a commencé à prendre contact avec Sixte à travers des rencontres en Suisse, pays neutre, avec le prince Erdödy, et Zita a écrit une lettre l'invitant à Vienne. La mère de Zita, le duchesse douairière de Parme Antónia, également tante maternelle de la reine des Belges, a remis la lettre en personne.
Sixte arrive aux pourparlers avec les conditions posées par la France : le retour à la France de l'Alsace-Lorraine (annexée par l'Allemagne après la guerre franco-prussienne de 1870), le rétablissement de la Belgique et du royaume de Serbie dans leur pleine indépendance et le transfert de Constantinople à la Russie. Charles est d'accord sur le principe avec les trois premiers points, et écrit à Sixte une lettre datée du 25 mars 1917 dans laquelle il donne « le message secret et non officiel que j'utiliserai tous les moyens et toute mon influence personnelle » au président français. Cette tentative de diplomatie dynastique échoue car l'Allemagne refuse de négocier l'Alsace-Lorraine et, voyant un effondrement de la Russie à l'horizon, renâcle à l'idée d'abandonner la guerre. Sixte continue ses efforts ; il rencontre même Lloyd George à Londres pour discuter des demandes territoriales italiennes à l'Autriche incluses dans pacte de Londres, mais le Premier ministre ne peut pas convaincre ses généraux qu'il faut faire la paix avec l'Autriche. Pendant cette période, Zita réussit à arrêter le plan allemand d'envoyer des avions bombarder la maison du roi et de la reine des Belges le jour de la fête de leur saint patron. Le prince Sixte retourne à Vienne le 6 mai 1917 et Charles lui remet une seconde lettre, mais la situation reste bloquée.
En avril 1918, après le traité de Brest-Litovsk, le comte Ottokar Czernin, ministre des Affaires étrangères autrichien, prononce un discours présentant Georges Clemenceau comme le principal obstacle à une paix favorable aux Empires centraux. Clemenceau est furieux et fait publier la lettre du 25 mars 1917. Pendant un temps, la vie de Sixte semble menacée, et certains craignent que l'Allemagne occupe l'Autriche. Les attaques contre la famille impériale reprirent de plus belle au sein même de la haute aristocratie et dans la presse pangermaniste. L'ambassadeur d'Allemagne à Vienne, le comte Otto Wedel, écrit à Berlin : « L'impératrice descend d'une famille princière italienne… Le peuple ne fait pas entièrement confiance à l'Italienne et aux membres de sa famille. » Czernin persuade Charles d'envoyer une parole d'honneur aux alliés de l'Autriche disant que Sixte n'avait pas été autorisé à montrer la lettre au gouvernement français, que la Belgique n'y était pas mentionnée et que Clemenceau avait menti à propos de la mention de l'Alsace. Pendant toute l'affaire, Czernin est en relation avec l'ambassade allemande et tente de persuader l'empereur de se retirer. Après son échec, Czernin démissionne.

### La fin de l'empire
La fin est alors proche pour l'empereur. La cour s'installe à Baden, près du Grand quartier général, où il est plus facile de la protéger. Le 13 avril 1918, une union de députés tchèques prête serment à un nouvel état tchécoslovaque indépendant de l'empire des Habsbourg-Lorraine ; en août, le prestige de l'armée allemande prend un coup sévère à la bataille d'Amiens ; et le 25 septembre, le roi Ferdinand Ier de Bulgarie se sépare de ses alliés et sollicite une paix séparée. L'impératrice est auprès du souverain quand il reçoit le télégramme l'informant du revirement de la Bulgarie. Elle se souvient qu'elle « rendit encore plus urgent le commencement de pourparlers de paix avec les puissances de l'ouest tant qu'il y avait quelque chose à discuter. » Le 16 octobre 1918, l'empereur publie un Manifeste du peuple proposant une restructuration fédérale de la Cisleithanie, dans laquelle chaque nationalité bénéficierait de son propre État ; mais il est trop tard : les nations slaves (Tchécoslovaquie et État des Slovènes, Croates et Serbes) proclament leur indépendance. L'empire d'Autriche et le royaume de Hongrie sont dans les faits dissous. En Allemagne, la république est proclamée le 9 novembre. Les souverains allemands abdiquent les uns après les autres.
Laissant leurs enfants au palais de Gödöllő, le couple impérial et royal se rend au palais de Schönbrunn. Déjà, des ministres ont été désignés par la nouvelle République d'Autriche allemande et, le 11 novembre, ils ont préparé avec le porte-parole de l'empereur un manifeste que Charles doit signer. Zita, croyant que Charles doit abdiquer, a cette phrase : « Jamais, un souverain ne peut abdiquer, il peut être déposé, déchu de ses droits. C'est la force. [...] Mais abdiquer, jamais, jamais. J'aime mieux mourir avec toi. Alors Otto nous succédera. Et même si nous devions tous tomber, il reste encore d'autres Habsbourg. » Sans abdiquer, le jeune souverain déclare s'éloigner du pouvoir et donne sa permission pour que le document soit publié. Il part avec sa famille et ce qu'il reste de la cour pour le relais de chasse royal de Eckartsau, près de la frontière avec la Hongrie et la Tchécoslovaquie. La République d'Autriche allemande est proclamée le lendemain.

## Exil

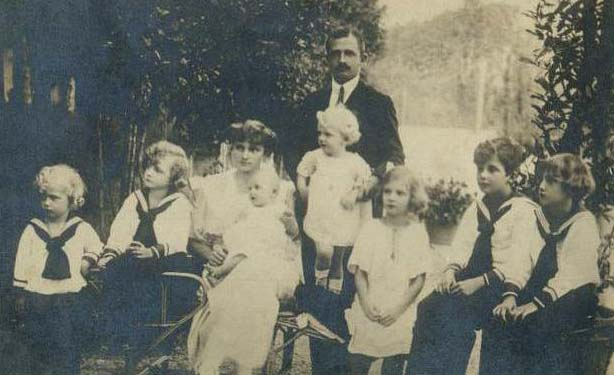
Charles, Zita et leurs enfants en exil à Herstenstein (Suisse) en 1921.

Après quelques mois difficiles à Eckartsau, la famille impériale reçoit une aide inattendue : celle du roi George V du Royaume-Uni. Il semble avoir été ému par la demande du prince Sixte d'aider les Habsbourg-Lorraine (le tsar Nicolas II, la tsarine et leurs cinq enfants, proches parents du roi d'Angleterre, ont été exécutés par les révolutionnaires russes quelques mois auparavant) et promet : « Nous ferons immédiatement ce qui est nécessaire. »
Plusieurs officiers de l'armée britannique sont envoyés auprès de Charles, parmi lesquels le lieutenant-colonel Edward Lisle Strutt (en), petit-fils de Lord Belper. Le 19 mars 1919, le War Office leur ordonne de « faire quitter l'Autriche à l'empereur sans attendre ». Strutt arrive non sans peine à faire affréter un train pour la Suisse, permettant à l'empereur de quitter le pays avec dignité et sans avoir à abdiquer. Charles, Zita et leurs enfants partent le soir du 23 mars,.

### Retour en Hongrie et exil à Madère
La première résidence de la famille exilée est le château de Wartegg à Rorschach (Suisse), une propriété appartenant aux Bourbon-Parme. Cependant, les conséquences possibles de la présence des Habsbourg-Lorraine près de la frontière autrichienne inquiètent les autorités suisses, qui les poussent à s'installer dans l'ouest du pays. Ils partent donc le mois suivant à la Villa Prangins, près du lac Léman, où ils reprennent leur paisible vie de famille,. Cette période de tranquillité cesse en mars 1920, lorsque Miklós Horthy est élu régent du royaume de Hongrie après une période d'instabilité. En théorie, Charles est toujours le roi Charles IV de Hongrie, mais Horthy envoie un émissaire à Prangins pour lui conseiller de ne pas se rendre dans le royaume restauré tant que la situation n'est pas calmée. Après le traité de Trianon, Horthy revoit ses ambitions à la hausse. Inquiet, Charles sollicite l'aide du colonel Strutt pour se rendre en Hongrie. Il tente à deux reprises de reprendre le pouvoir, en mars et octobre 1921, sans succès ; ses deux échecs incitent le régent, influencé par les Alliés, à adopter une loi rétablissant le caractère électif de la couronne de Hongrie.
Charles et Zita résident temporairement dans le château du comte Móric Esterházy à Tata, puis ils sont détenus dans l'abbaye de Tihany. La Suisse refuse de les accueillir à nouveau, et il faut leur trouver un nouveau lieu d'exil. Malte est un temps envisagée, mais Lord Curzon finit par rejeter cette possibilité, et le sol français est exclu, de peur que les frères de Zita n'intriguent en faveur de Charles. Finalement, l'île portugaise de Madère est choisie. Le 31 octobre 1921, l'ancien couple impérial prend le train de Tihany à Baja, où le monitor britannique HMS Glowworm les attend. Ils arrivent finalement à Funchal le 19 novembre. Le couple exilé loue la Villa Victoria, une demeure entourée d'un petit parc, puis la Villa Quinta, plus loin du centre, moins onéreuse et plus sûre. En effet, la pension annuelle de 20 000 livres votée par la Conférence des ambassadeurs ne leur sera jamais versée, les pays membres refusant de la payer. Leurs enfants sont toujours au château de Wartegg, sous la garde de la belle-grand-mère de Charles, Marie-Thérèse. Zita obtient la permission de les revoir à Zurich lorsque son fils Robert, âgé de six ans, subit une opération pour une appendicite. Les enfants rejoignent leurs parents à Madère en février 1922.

### Mort de Charles
La santé de Charles est depuis longtemps mauvaise. Le 9 mars 1922, il contracte une bronchite en rentrant à la villa après être allé acheter des jouets pour l'anniversaire de son fils cadet Charles-Louis qui va avoir 4 ans. Faute de soins, la bronchite dégénère rapidement en pneumonie. Plusieurs des enfants et des membres du personnel sont également atteints et Zita, alors enceinte de huit mois, aide à les soigner. Affaibli, Charles meurt le 1er avril. Ses derniers mots à sa femme sont « Je t'aime tant. » Après ses funérailles, un témoin dit de Zita : « Cette femme devrait vraiment être admirée. Elle n'a pas, pendant une seconde, perdu sa contenance… elle salua les gens de tous les côtés et parla ensuite à ceux qui avaient aidé au déroulement des funérailles. Ils étaient tous sous son charme ». Zita, veuve à l'âge de 28 ans, décide de porter le deuil de Charles pour le reste de sa vie et ne se remariera pas.

## Veuvage
Après la mort de Charles, le roi Alphonse XIII d'Espagne, membre comme Zita de la Maison de Bourbon, approche le Foreign Office britannique à travers son ambassadeur à Londres. Un accord permet à Zita et ses sept enfants de s'installer en Espagne. Alphonse envoie donc à Funchal le navire de guerre Infanta Isabel (es) qui les emmène à Cádiz. Ils sont ensuite escortés au palais du Pardo près de Madrid où Zita met peu après au monde son dernier enfant, l'archiduchesse Élisabeth. Le roi d'Espagne propose aux Habsbourg-Lorraine l'usage du Palacio Uribarria à Lekeitio, sur le golfe de Gascogne. Cela convient à Zita qui ne veut pas encombrer ceux qui l'accueillent. Pendant les six années suivantes, Zita habite à Lekeitio et s'occupe de l'éducation de ses enfants. Leurs moyens financiers sont limités; il s'agit surtout de revenus fonciers provenant d'Autriche, d'un vignoble à Johannisberg et du produit de récoltes de fonds. Les autres membres de la dynastie exilée reçoivent une partie de cet argent et d'anciens officiels impériaux demandent régulièrement de l'aide financière.

### Déménagement en Belgique
En 1929, plusieurs des enfants approchent de l’âge d'entrer à l’université et la famille cherche un environnement éducatif plus adéquat que l’Espagne. En septembre, ils déménagent au château de Ham, dans le village belge de Steenokkerzeel près de Bruxelles, où ils sont hébergés par le marquis de Croix. Ils sont ainsi plus proches de certains membres de leur famille. Zita continue son lobbying politique en faveur des Habsbourg-Lorraine, allant même jusqu’à entamer des contacts avec l’Italie de Mussolini. Une restauration est même envisagée sous les chanceliers autrichiens Engelbert Dollfuss et Kurt Schuschnigg, le prétendant Otto se rend plusieurs fois en Autriche. Ces opportunités prennent fin brutalement avec l’annexion de l’Autriche par l’Allemagne nazie en 1938. Les Habsbourg-Lorraine tentent de prendre les rênes de la résistance aux nazis en Autriche, mais échouent du fait de l’opposition entre monarchistes et socialistes.

### Fuite en Amérique
Après l'invasion de la Belgique par les Allemands le 10 mai 1940, Zita et sa famille deviennent des réfugiés de guerre. Ils manquent de peu d'être tués au cours d'un bombardement allemand sur le château de Ham à Steenokkerzeel où ils habitaient mais qu'ils avaient quitté deux heures plus tôt pour partir se réfugier en France au château du Vieux-Bost qui appartient au prince Xavier. Quelques jours plus tard, les Habsbourg-Lorraine fuient vers la frontière espagnole et l'atteignent le 18 mai. Ils continuent jusqu'au Portugal où le gouvernement américain leur donne des visas le 9 juillet. Après une traversée en bateau, ils arrivent à New York le 27 juillet ; ils ont de la famille à Long Island et à Newark, New Jersey ; à cette époque, Zita et plusieurs de ses enfants vivent à Tuxedo Park, un village au nord-ouest de New York.
Les réfugiés impériaux s'installent finalement au Québec, qui a l'avantage d'être francophone (les plus jeunes enfants ne parlent pas encore bien anglais et peuvent poursuivre leurs études à l'Université Laval). Ils sont hébergés dans une maison prêtée par les Sœurs de Sainte Jeanne d'Arc, la Villa Saint-Joseph, à Sillery (depuis démolie, elle fait aujourd'hui place au quartier du Parc-Lemoine). Comme ils sont coupés de tous leurs fonds européens, leurs finances sont plus limitées que jamais. Zita en est même réduite à préparer des salades à base de feuilles de pissenlits. Cependant, certains de ses fils participent à l'effort de guerre tandis que d'autres veillent aux intérêts de la famille. Otto promeut le rôle de sa famille dans l'Europe d'après-guerre et rencontre régulièrement Franklin Roosevelt ; Robert est le représentant des Habsbourg à Londres ; Charles-Louis et Félix s'engagent dans l'armée de terre des États-Unis ; Rodolphe est engagé en Autriche pendant les derniers jours de la guerre pour aider à organiser la résistance. En 1945, l'impératrice Zita fête son anniversaire le premier jour de paix, le 9 mai. Elle passe les deux années suivantes à faire le tour des États-Unis et du Canada pour récolter des fonds pour l'Autriche et la Hongrie, ravagées par la guerre.

## Après-guerre
Après une période de relative accalmie et de repos, Zita retourne régulièrement en Europe pour les mariages de ses enfants. Elle se décide à rentrer sur le continent une bonne fois pour toutes en 1952 pour s'occuper de sa mère, la duchesse douairière de Parme qui réside au Luxembourg. La grande-duchesse Charlotte de Luxembourg est en même temps la nièce et la belle-fille de la duchesse douairière. Elle a épousé en 1919 un des frères de Zita. La duchesse douairière de Parme meurt à l'âge de 96 ans en 1959. L’évêque de Coire propose à Zita de s'installer dans une résidence qu'il administre (un ancien château des comtes de Salis) à Zizers, canton des Grisons, en Suisse. Comme le château est suffisamment grand pour recevoir les visites de sa grande famille et qu'il y a une chapelle à proximité (condition nécessaire pour Zita, profondément catholique), elle accepte avec plaisir.
Zita passe les dernières années de sa vie avec sa famille. Même si l'opposition au retour des Habsbourg-Lorraine en Autriche avait été levée, cela ne s'appliquait qu'à ceux nés après le 10 avril 1919. Zita souffre donc de ne pouvoir assister aux funérailles de sa fille Adélaïde, morte en 1971. Elle s'implique aussi dans le processus de béatification de son défunt époux. En 1982, les restrictions sont finalement levées et elle retourne en Autriche pour la première fois depuis 60 ans grâce à un passeport diplomatique délivré par le roi Juan Carlos d'Espagne, - un Bourbon - et le chancelier socialiste Bruno Kreisky. Elle reçoit à Vienne un accueil triomphal le 13 novembre 1982. Au cours des années suivantes, l'impératrice retourne plusieurs fois dans son ancien pays et apparaît même à la télévision autrichienne. Dans une série d'entretiens avec le tabloïd viennois Kronen Zeitung, Zita exprime son opinion que la mort du prince héritier Rodolphe d'Autriche et de sa maîtresse la baronne Marie Vetsera à Mayerling, en 1889, n'était pas un double suicide mais plutôt un assassinat par des agents français ou autrichiens.

### Mort
Après l'anniversaire de ses 90 ans où elle est entourée par sa grande famille, Zita voit sa bonne santé commencer à diminuer. Elle développe une cataracte inopérable aux deux yeux. Sa dernière grande réunion familiale a lieu à Zizers, en 1987, quand ses enfants et petits-enfants l'entourent pour célébrer ses 95 ans. Au cours d'une visite à sa fille, pendant l'été 1988, elle développe une pneumonie et passe la majeure partie de l'automne et de l'hiver alitée. Finalement, elle appelle Otto au début de mars 1989 pour lui dire qu'elle est mourante. Lui et le reste de sa famille se rendent alors à son chevet et se relayent pour lui tenir compagnie jusqu'à sa mort aux premières heures du 14 mars 1989. Elle a alors 96 ans.

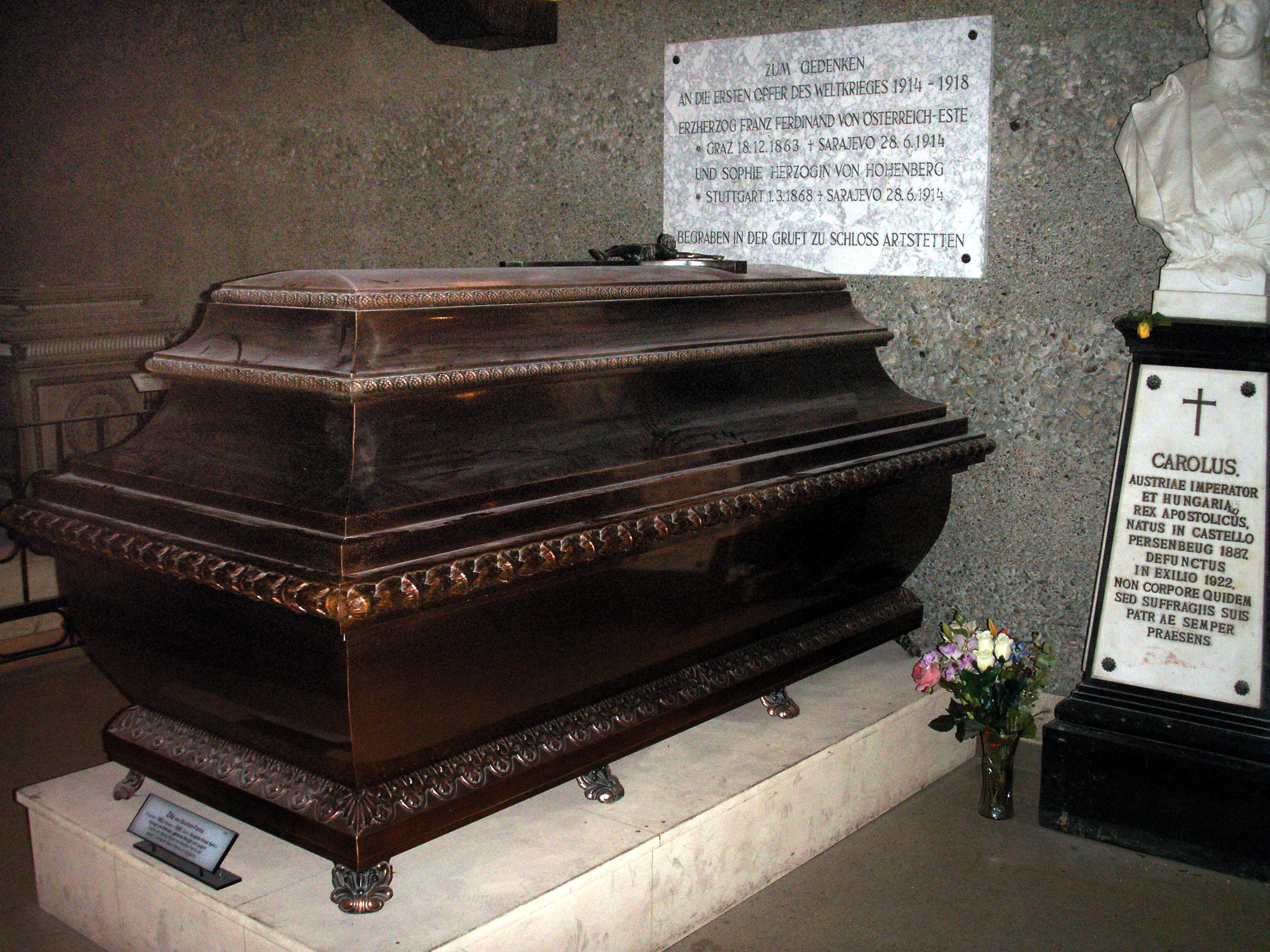
Le tombeau de Zita dans la crypte des Capucins, près de la stèle et du buste de Charles.

Ses funérailles ont lieu à Vienne le 1er avril, soit 67 ans jour pour jour après la mort de son mari ; le gouvernement autrichien avait autorisé qu'elles aient lieu en Autriche à la condition que le coût soit payé par les Habsbourg-Lorraine eux-mêmes. Le corps de Zita est porté jusqu'à la crypte des Capucins dans le carrosse qui avait porté le cercueil de l'empereur François-Joseph derrière lequel elle avait ouvert la procession avec son mari et son fils aîné en 1916. Zita y est inhumée près du buste de son mari, la dépouille de ce dernier étant restée à Madère (une relique a été depuis déposée en la basilique Saint-Epvre de Nancy). Suivant une vieille coutume, Zita avait demandé que son cœur, conservé dans une urne, reste au monastère de Muri, en Suisse, où le cœur de son mari était conservé depuis des décennies.
Les funérailles virent se réunir plus de 200 membres des familles Habsbourg-Lorraine et Bourbon-Parme et plus de 6 000 personnes assistèrent à la cérémonie religieuse, dont de nombreuses personnalités politiques et représentants étrangers, en particulier un représentant du pape Jean-Paul II. Le 3 avril, une foule considérable assiste à une messe de Requiem à la mémoire de l'ancienne impératrice-reine, célébrée par le cardinal-primat de Hongrie dans l'église Matthias de Budapest, en présence de l'archiduc Otto, fils aîné du couple impérial.

## Béatification
Le mari de Zita, Charles Ier d'Autriche, a été béatifié en 2004.
En 2008, la Congrégation pour les causes des saints a donné son accord pour l'ouverture du procès en béatification de l'impératrice Zita dans le diocèse du Mans, cette localisation s'expliquant par le lien de l'impératrice avec l'abbaye de Solesmes, située dans le diocèse du Mans. La cérémonie d'ouverture du procès a eu lieu le 10 décembre 2009 sous la présidence d'Yves Le Saux, évêque du Mans. Depuis mars 2015, le nouveau postulateur nommé par l'Association pour la béatification et la canonisation de l'Impératrice et Reine Zita, épouse et mère de famille, acteur de la cause depuis 2009, est l'abbé Alexander Leonhardt. Le juge délégué est l'abbé Bruno Bonnet, le promoteur de justice l'abbé François Scrive.

### Oblate de Solesmes
L'Impératrice Zita avait des liens privilégiés avec l'ordre bénédictin de Solesmes, aussi bien avec le monastère des moniales de Sainte-Cécile que celui des moines de Saint-Pierre. Elle passait plusieurs mois par an à Sainte-Cécile et elle y fit son dernier séjour en avril-mai 1985, à 93 ans. Sa grand-mère, le duchesse de Bragance née Adélaïde de Löwenstein-Wertheim-Rosenberg, s'était retirée au monastère Sainte-Cécile en 1896, rejointe par trois sœurs de Zita : Marie-Adélaïde (Mère Marie-Bénédicte en religion, prieure de 1908 à 1959), Françoise (Mère Scholastique en religion (1890-1913-1978)) et Marie-Antonia (Mère Marie-Antonia en religion (1895-1919-1977)) (Les moines de Saint Pierre les surnommaient affectueusement « les Bourbones »). Sa cousine germaine, Mère Agnès de Löwenstein, y prit l'habit.
Zita fit son oblature le 24 mai 1926. Sa mère, la duchesse-douairière de Parme Antónia de Bragance, sa sœur, la princesse Isabelle, et son frère, Xavier, duc titulaire de Parme furent aussi oblats de Saint-Pierre de Solesmes. Le duc Xavier est d'ailleurs enterré dans le cimetière des moines. L'archiduchesse Adélaïde, sa fille, devint oblate de Solesmes le 18 mai 1931.

## Titres
- 9 mai 1892 – 21 octobre 1911 : Son Altesse Royale la princesse Zita de Bourbon, princesse de Parme ;
- 21 octobre 1911 – 28 juin 1914 : Son Altesse Impériale et Royale l'archiduchesse Zita, archiduchesse Karl d'Autriche, princesse de Parme ;
- 21 novembre 1916 : Son Altesse Impériale et Royale l'archiduchesse d'Autriche-Este ;
- 21 novembre 1916 – 11 novembre 1918 : Sa Majesté Impériale et Apostolique Royale l'impératrice d'Autriche, reine apostolique de Hongrie ;
- 11 novembre 1918 – 14 mars 1989 :
  - Sa Majesté Impériale et Apostolique Royale l'impératrice Zita d'Autriche, reine apostolique de Hongrie (utilisé hors d'Autriche),
  - Zita, duchesse de Bar (inscrit sur son passeport) ;
  - Zita Habsbourg-Lorraine (utilisé en Autriche).

## Descendance
Zita a eu 8 enfants de son mariage avec Charles d'Autriche.
| Nom                     | Naissance        | Mort             | Notes |
| ----------------------- | ---------------- | ---------------- | --- |
| Archiduc Otto           | 20 novembre 1912 | 4 juillet 2011   | marié (1951) avec la princesse Régina de Saxe-Meiningen (6 janvier 1925 – 3 février 2010) d'où 7 enfants.                                                                                                   |
| Archiduchesse Adélaïde  | 3 janvier 1914   | 2 octobre 1971   | |
| Archiduc Robert         | 8 février 1915   | 7 février 1996   | Marié (1953) avec la princesse Marguerite de Savoie-Aoste (4 avril 1930 - 10 janvier 2022) d'où 5 enfants.                                                                                                  |
| Archiduc Félix          | 31 mai 1916      | 6 septembre 2011 | Marié (1952) avec la princesse Anne-Eugénie d'Arenberg (1925 - 1997) d'où 7 enfants. |
| Archiduc Charles-Louis  | 10 mars 1918     | 11 décembre 2007 | Marié (1950) avec la princesse Yolande de Ligne (6 mai 1923 - 13 septembre 2023) d'où 4 enfants. |
| Archiduc Rodolphe       | 5 septembre 1919 | 15 mai 2010      | Marié (1953) avec la comtesse Xénia Tschernyschev-Besobrasoff (11 juin 1929 - 20 septembre 1968) d'où 4 enfants. Marié(1971) avec la princesse Anne Gabrielle de Wrede (11 septembre 1940 -) d'où 1 enfant. |
| Archiduchesse Charlotte | 1er mars 1921    | 23 juillet 1989  | Mariée (1956) avec le duc Georges de Mecklenbourg (5 octobre 1899 - 6 juillet 1963). |
| Archiduchesse Élisabeth | 31 mai 1922      | 7 janvier 1993   | Mariée (1949) avec le prince Heinrich de Liechtenstein (5 août 1916 - 17 avril 1991) d'où 5 enfants. |

Parmi les nombreux petits-enfants de Charles et Zita, l'archiduc Carl-Christian a épousé en 1982 la princesse Marie-Astrid de Luxembourg (fille du couple grand-ducal) et l'archiduc Lorenz a épousé en 1984 la princesse Astrid de Belgique et a été titré en 1995 prince de Belgique par son beau-père le roi Albert II (ses cinq enfants sont inscrits dans l'ordre de succession au trône belge).

## Timbres-poste

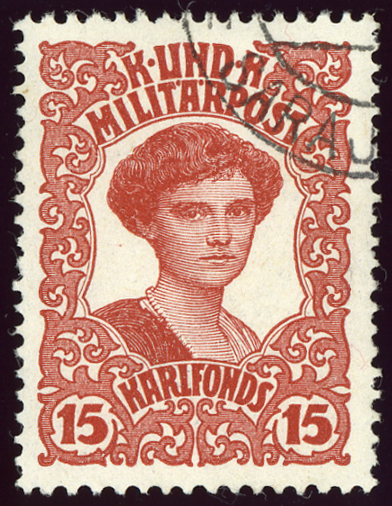
Timbre de Bosnie-Herzégovine, à l'effigie de l'impératrice Zita, pour les victimes de la guerre.

Au cours du règne de son époux, son effigie parut sur cinq timbres :
- un pour la poste militaire de l'Autriche-Hongrie (légendé K.und K.Feldpost) en 1918 ;
- un pour la poste militaire en Bosnie-Herzégovine (K.und K.Militärpost) au graphisme identique au premier ;
- en Hongrie, un timbre fut émis lors de l'accession au trône en 1916 et deux autres en 1918.

## Divers
- Dans la mini-série britannique Fall of Eagles (1974), le rôle de la future impératrice est interprété par la comédienne Heather Page.

## Source
- (en) Cet article est partiellement ou en totalité issu de l’article de Wikipédia en anglais intitulé « Zita of Bourbon-Parma » (voir la liste des auteurs).